# Île Bougainville
Pour les articles homonymes, voir Bougainville.
L'île Bougainville est une île de Papouasie-Nouvelle-Guinée en voie d'indépendance, l'une des plus grandes des îles Salomon dans le Sud-Ouest de l'océan Pacifique. Avec l'île Buka au nord et d'autres petites îles environnantes, elle constitue depuis 2002 la région autonome de Bougainville, rattachée à la région des Îles. Lors du référendum qui s'est tenu entre le 23 novembre et le 7 décembre 2019, les électeurs de Bougainville se sont exprimés à plus de 98 % pour son indépendance. Le processus devrait aboutir entre 2025 et 2027.
Le nom provient de l'explorateur français Louis-Antoine de Bougainville.

## Géographie

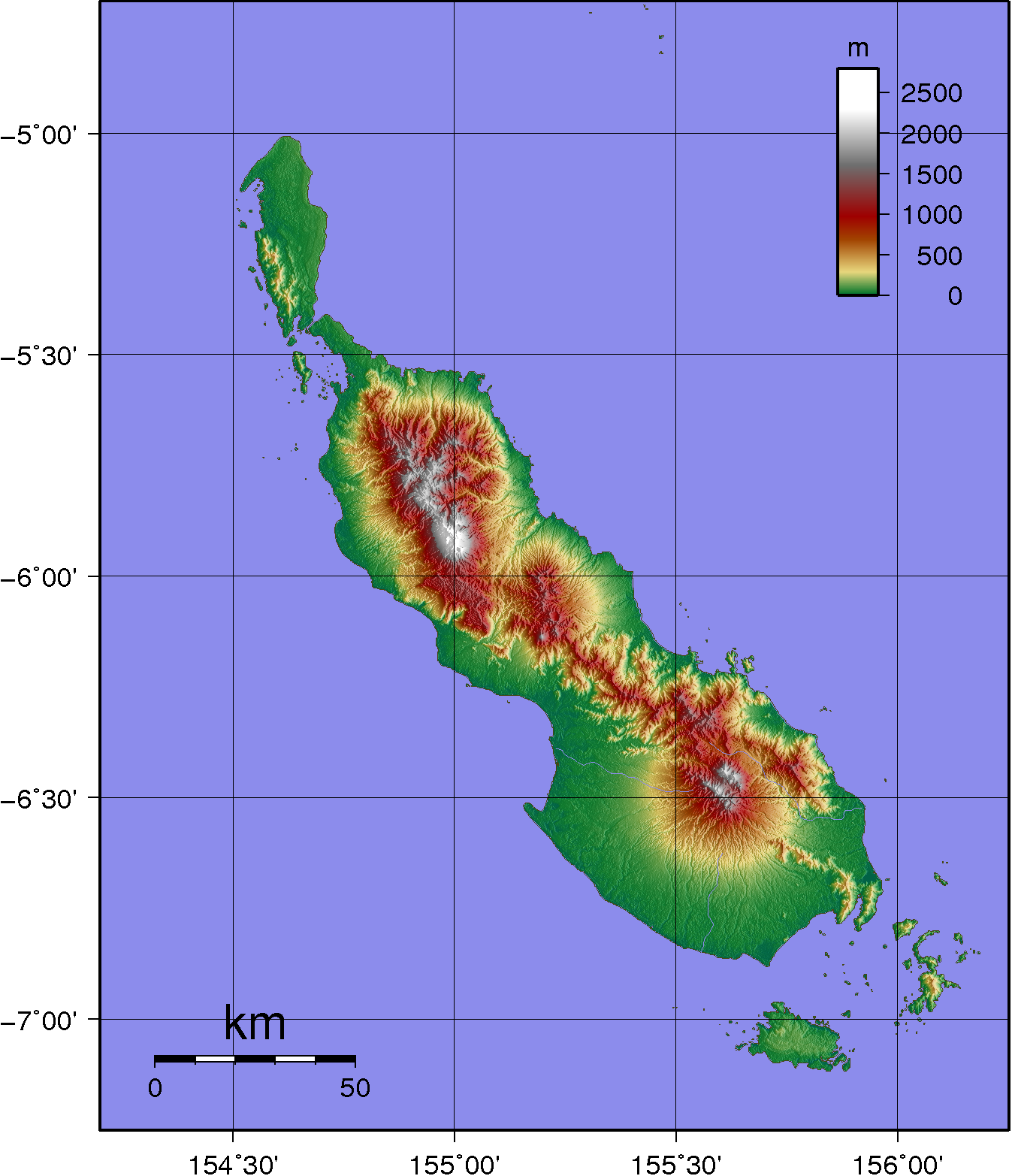
Carte topographique de l'île Bougainville.

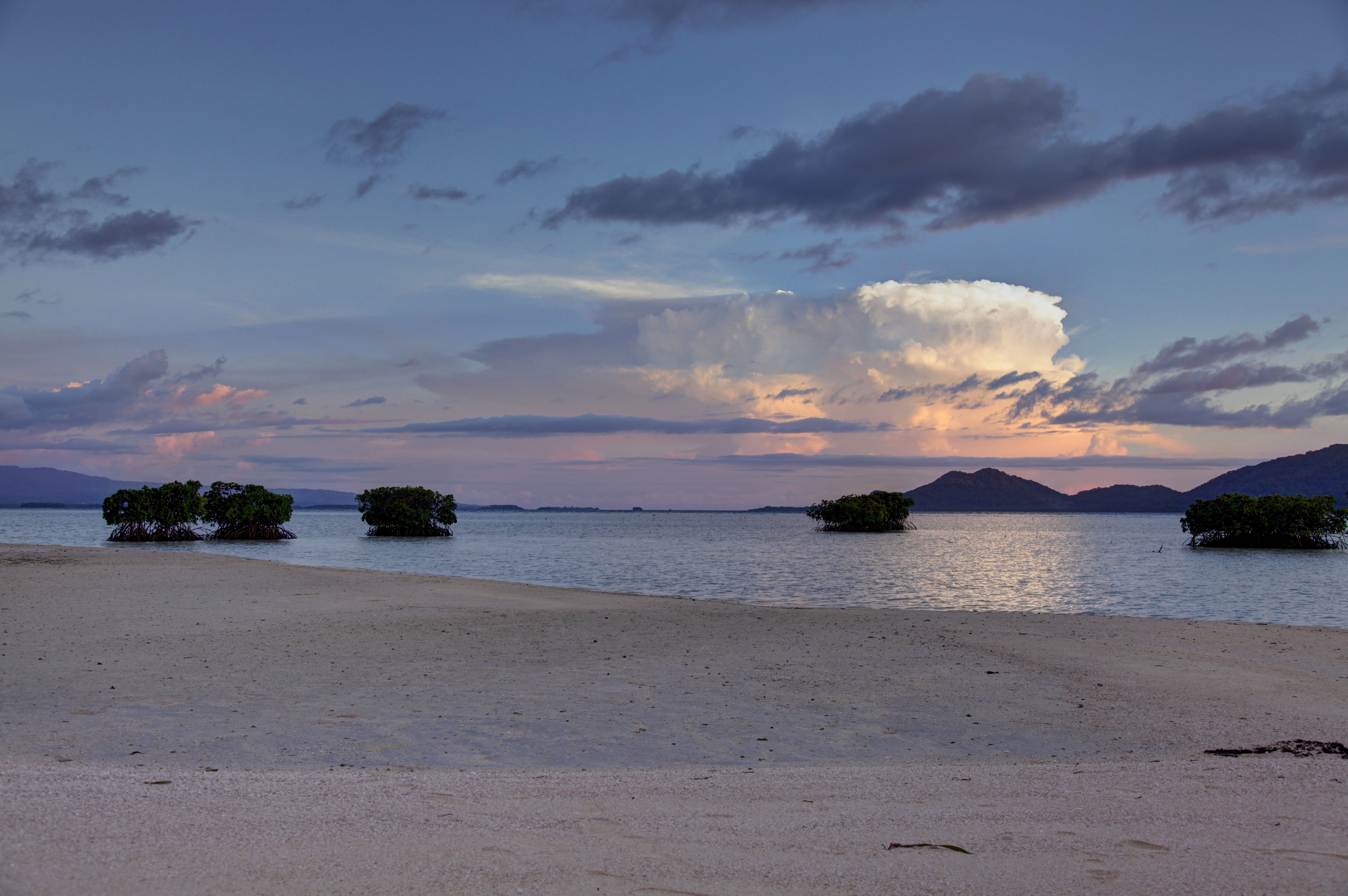
White Island.

Bougainville, île de Papouasie-Nouvelle-Guinée en voie d'indépendance depuis 2020, est située géographiquement dans le nord des îles Salomon. Ethniquement, elle s'y rapporte aussi, puisque peuplée essentiellement de Mélanésiens.
L'île est située tout au long d'une zone de subduction et est soumise occasionnellement à de forts séismes et des éruptions volcaniques, notamment de son principal volcan, le Bagana, actif en 2012 et de juillet à septembre 2023.

## Histoire

### Période coloniale
Explorée le 30 juin 1768 par le navigateur français Louis-Antoine de Bougainville dont on lui attribue par la suite le nom, l'île est colonisée en 1884, ainsi que le Nord de l'actuelle Papouasie-Nouvelle-Guinée, par l'Empire colonial allemand. Après la Première Guerre mondiale et le traité de Versailles de 1919 où l'Allemagne perd toutes ses colonies, le territoire passe entièrement sous souveraineté britannique et son administration est confiée à l'Australie. 

### Seconde Guerre mondiale
Pendant la Seconde Guerre mondiale, l'île est occupée par les forces japonaises à partir de mars 1942. C'est le 18 avril 1943, que se produit l'évènement le plus marquant de la guerre pour l'île : au cours de l'Opération Vengeance, des P38-Lightning américains abattent le Mitsubishi G4M qui transporte le chef de la marine impériale et principal stratège japonais, Isoroku Yamamoto. Le bimoteur s'écrase sur Bougainville, tuant tous ses occupants. C'est l'opération de secours du lendemain qui découvre l'identité des cadavres. L'occupation japonaise se poursuit jusqu'en novembre 1943 (voir campagne de Bougainville), date à laquelle les forces alliées débarquent et le gros des forces japonaises est forcé de se retirer dans le centre de l'île. Le 8 mars 1944, les forces japonaises tentent de reprendre l'île lors de la contre-attaque de Bougainville. Ils y resteront jusqu'à la capitulation du Japon, les Américains puis leurs alliés australiens ne jugeant pas que la reconquête complète de l'île vaille la peine d'y monter une opération.

### Seconde moitié duXXesiècle
En 1947, l'île est placée par les Nations unies sous la tutelle de l'administration australienne avant d'être intégrée en 1975 à la Papouasie-Nouvelle-Guinée au moment où cette dernière obtient paisiblement son indépendance de l'Australie, alors que, géographiquement, l'Île Bougainville est rattachée à l'archipel des îles Salomon. 

### Guerre civile et conséquences
Les problèmes écologiques liés à l'exploitation intensive des gisements miniers font renaître, à la fin des années 1980, la tentation séparatiste, dont l’île a une longue tradition.
En 1989, l'Armée révolutionnaire de Bougainville lance une insurrection qui conduit rapidement à la fermeture des mines de cuivre. L'armée de Papouasie-Nouvelle-Guinée doit se retirer de l'île en mars 1990 et l'Armée révolutionnaire proclame la création de la République Indépendante de Bougainville, renommée en République de Mekamui deux mois plus tard.
C'est le début d'une guerre civile qui dure jusqu'en 2001. 
En janvier 1991, un accord de paix est signé mais les combats reprennent au retour des troupes gouvernementales dans l'île en octobre 1992. Une conférence de paix en octobre 1994 aboutit à une trêve, mais l'assassinat en 1996 du chef du gouvernement transitoire de Bougainville relance les combats. En mars 1997, le Premier ministre papou-néo-guinéen est contraint de démissionner sous la pression de l'armée et de l'opposition. Le nouveau Premier ministre, Bill Skate, du Congrès national populaire, a été élu en 1997 en partie sur un programme d'apaisement du conflit.
En mars 2000, le gouvernement de Papouasie-Nouvelle-Guinée et les séparatistes de l'île Bougainville parviennent à un accord prévoyant la création d'un gouvernement autonome et la tenue d'un référendum sur l'indépendance de l'île à l'issue d'une période d'autonomie.
 
Le bilan de la guérilla s'élèverait à près de 20 000 morts.
Après l'accord de paix de 2001 entre le gouvernement de Bougainville et celui de la Papouasie-Nouvelle-Guinée, une période d'autonomie avant la tenue d'un référendum sur l'indépendance est adoptée. Le premier gouvernement autonome est élu en 2005 avec à sa tête le président Joseph Kabui.

### Référendum d'autodétermination de 2019

Drapeau de la région autonome de Bougainville.

Déjà dotée d'un statut d'autonomie plus large que celui des autres provinces de Papouasie-Nouvelle-Guinée après les douze ans de guérilla, l'île obtient finalement un référendum sur l'indépendance, organisé entre le 23 novembre et le 7 décembre 2019. La question du référendum est : « Êtes-vous d'accord pour que Bougainville obtienne : (1) une plus grande autonomie, (2) l'indépendance ? ».
 
Le 11 décembre, Bertie Ahern, président de la commission pour le référendum annonce les résultats du scrutin : 176 928 électeurs ont voté en faveur de l’indépendance, soit plus de 98 % des suffrages exprimés.
 
Cette consultation n'est toutefois pas juridiquement contraignante pour le gouvernement de Papouasie-Nouvelle-Guinée car il faut attendre l'aval du parlement, après débat et vote de ratification, pour finaliser les résultats,.

Mais cette nouvelle souveraineté de Bougainville qui, en 2022, n'est même pas encore de jure, prendra plusieurs années avant que le pays puisse être indépendant de facto, à cause de la longue mise en place des institutions et les tergiversations du parlement papouasien qui craint un émiettement de son pays.

Le résultat du référendum n'est en fait que le début d'un nouveau long processus de négociations entre les autorités de Bougainville et celles de la Papouasie-Nouvelle-Guinée. Une déclaration commune signée en décembre 2021 confirme que ce processus doit conduire à une indépendance de Bougainville entre 2025 et 2027, avec la présentation devant les deux gouvernements d'une feuille de route avant le 31 janvier 2022 ,,.

## Violences envers les femmes
L'île de Bougainville affiche un des taux de violences envers les femmes (viol) les plus élevés au monde. En effet, lors d'une grande enquête de l'ONU dans la région Asie-Pacifique publiée le 10 septembre 2013, 62 % des hommes interrogés (âgés de 18 à 49 ans et sous couvert de l'anonymat) reconnaissent avoir déjà commis un viol,.

## Environnement
Les activités de la compagnie minière anglo-australienne Rio Tinto ont provoqué des dommages considérables à l'environnement. Plus d’un milliard de tonnes de résidus miniers sont restés à proximité de l'ancienne mine de cuivre de Panguna, empoisonnant les champs et les rivières. Les quelque 12 000 villageois locaux continuent de payer un lourd tribut à son exploitation. « Leurs terres sont devenues infertiles. Leur eau est terriblement polluée. Ils ont faim. Ils sont malades. Leur espérance de vie s’est réduite. Et la situation se dégrade car il y a des glissements de terrain continuels », souligne Theonila Roka Matbob, originaire de la vallée et ministre de l’éducation de la région autonome de Bougainville.

## Démographie
La population en 2000 est de 175 000 habitants, nombre qui atteint environ 300 000 en 2023[réf. nécessaire]. 
Le graphique qui aurait dû être présenté ici ne peut pas être affiché car il utilise l'ancienne extension Graph, désactivée pour des questions de sécurité. Des indications pour créer un nouveau graphique avec la nouvelle extension Chart sont disponibles ici.

### Filmographie
- The Coconut Revolution (en), documentaire de Dom Rotheroe qui relate les évènements des années 1990 en mettant l'accent sur la capacité d’adaptation des habitants, soumis à un blocus, pour tirer tous leurs besoins de la flore de l'ile.